# ジス・オールド・ハート・オブ・マイン
「ジス・オールド・ハート・オブ・マイン」（This Old Heart of Mine (Is Weak for You)）は、アイズレー・ブラザーズが1966年に発表した楽曲。

## 概要
1957年のデビュー以来様々なレーベルからレコードを出していたアイズレー・ブラザーズは1965年にモータウンと契約。第1弾のシングルとして選ばれたのが、元々はスプリームス用に書かれた「ジス・オールド・ハート・オブ・マイン」であった。作詞作曲はソングライター・チームのホーランド＝ドジャー＝ホーランドとシルヴィア・モイ（Sylvia Moy）。1966年1月28日にシングルA面として発売された。
「たとえ100回棄てられようと／100回僕は君を取り戻す／僕を欲してる限り、君は僕のものさ／そう叫んでも全然恥ずかしくないし、世界中にだって言ってやる／君を愛してるからね」と歌われる本作品はヒットし、同年4月23日付のビルボード・Hot 100で12位、R&Bチャートで6位を記録した。グループは1968年にイギリス・ツアーを行うが、それにあわせて再発売され同年の全英シングルチャートで3位を記録した。

## カバー・バージョン
- スプリームス - 1966年のアルバム『The Supremes A' Go-Go』に収録。
- デルロイ・ウィルソン - 1967年のシングル。
- タミー・テレル - 1968年のシングル。
- ロッド・スチュワート - 1975年のシングル。全米83位、イギリス4位、アイルランド3位を記録。アルバム『アトランティック・クロッシング』に収録。
- ワイルド・チェリー - 1978年のアルバム『I Love My Music』に収録。
- ロッド・スチュワート with ロナルド・アイズレー - 1989年のシングル。全米10位、アダルト・コンテンポラリー・チャート1位を記録した。
- ルー・クリスティ - 1982年のアルバム『Lou Christie Does Detroit!』に収録。
- ランディ・クロフォード - 1983年のアルバム『Nightline』に収録。
- ゾンビーズ - 1985年のコンピレーション・アルバム『Live on the BBC』に収録[4]。1966～67年にBBCで放送された音源。
- ヴォンダ・シェパード - TVシリーズ『アリー my Love』のサウンドトラック・アルバム『Heart and Soul: New Songs from Ally McBeal』に収録。1999年発売。
- シンシア・エリヴォ - 2018年の映画『ホテル・エルロワイヤル』の中で歌唱。